# Cormery
Cormery település Franciaországban, Indre-et-Loire megyében. Lakosainak száma 1860 fő (2022. január 1.). Cormery Courçay, Esvres, Saint-Branchs, Truyes és Tauxigny-Saint-Bauld községekkel határos.

## Népesség
A település népességének változása:
| Lakosok száma | 1032 | 1169 | 1323 | 1631 | 1733 | 1770 | 1780 | 1800 | 1800 | 1860 |
|               | 1968 | 1982 | 1990 | 2006 | 2013 | 2015 | 2017 | 2019 | 2020 | 2022 |